# 동독의 행정 구역

동독의 구

구(독일어: Bezirk)는 1952년부터 1990년까지 존재했던 동독(독일 민주 공화국)의 행정 구역이다.

## 1952년 이전의 행정 구역
1949년부터 1952년까지는 5개 주(브란덴부르크 주, 메클렌부르크포어포메른 주, 작센 주, 작센안할트 주, 튀링겐 주)로 구성되어 있었다.

## 행정 구역 개편
1952년 7월 25일에 실시된 행정 구역 개편에 따라 5개 주가 폐지되었으며 14개 구(Bezirk)가 신설되었다. 이들 구는 하위 행정 구역인 군(Kreise)과 시(Stadtkreis)로 나뉘었으며 구의 이름은 각 구의 구청 소재지에서 유래된 이름이었다. 수도 동베를린은 1961년에 구와 동등한 행정 구역으로 승격되었다.

## 구 목록
| 위치 | 구                      | 면적 (km2) | 인구 (1989년 기준) | 인구 밀도 (명/km2) | 차량 번호판 코드 | 하위 행정 구역                 | 지방 자치체 |
| ---- | ----------------------- | ---------- | ------------------ | ------------------ | ---------------- | ------------------------------ | ----------- |
|      | 로스토크 구             | 7,075km2   | 916,500명          | 130명/km2          | A                | 10개 군, 4개 시                | 360개       |
|      | 노이브란덴부르크 구     | 10,948km2  | 620,500명          | 57명/km2           | C                | 14개 군, 1개 시                | 492개       |
|      | 슈베린 구               | 8,672km2   | 595,200명          | 69명/km2           | B                | 10개 군, 1개 시                | 389개       |
|      | 포츠담 구               | 12,568km2  | 1,123,800명        | 89명/km2           | D, P             | 15개 군, 2개 시                | 755개       |
|      | 프랑크푸르트 구         | 7,186km2   | 713,800명          | 99명/km2           | E                | 9개 군, 3개 시                 | 438개       |
|      | 마그데부르크 구         | 11,526km2  | 1,249,500명        | 108명/km2          | H, M             | 19개 군, 1개 시                | 655개       |
|      | 콧부스 구               | 8,262km2   | 884,700명          | 107명/km2          | Z                | 14개 군, 1개 시                | 574개       |
|      | 할레 구                 | 8,771km2   | 1,776,500명        | 203명/km2          | K, V             | 20개 군, 3개 시                | 684개       |
|      | 라이프치히 구           | 4,966km2   | 1,360,900명        | 274명/km2          | S, U             | 12개 군, 1개 시                | 422개       |
|      | 에르푸르트 구           | 7,349km2   | 1,240,400명        | 169명/km2          | L, F             | 13개 군, 2개 시                | 719개       |
|      | 드레스덴 구             | 6,738km2   | 1,757,400명        | 261명/km2          | R, Y             | 15개 군, 2개 시                | 594개       |
|      | 카를마르크스슈타트 구   | 6,009km2   | 1,859,500명        | 309명/km2          | T, X             | 21개 군, 3개 시                | 601개       |
|      | 게라 구                 | 4,004km2   | 742,000명          | 185명/km2          | N                | 11개 군, 2개 시                | 528개       |
|      | 줄 구                   | 3,856km2   | 549,400명          | 142명/km2          | O                | 8개 군, 1개 시                 | 358개       |
|      | 동베를린                | 403km2     | 1,279,200명        | 3,174명/km2        | I                | –                              | 1개         |
|      | 동독 (독일 민주 공화국) | 108,333km2 | 16,669,300명       | 154명/km2          | -                | 191개 군, 27개 시 (+ 동베를린) | 7,570개     |

## 구의 폐지

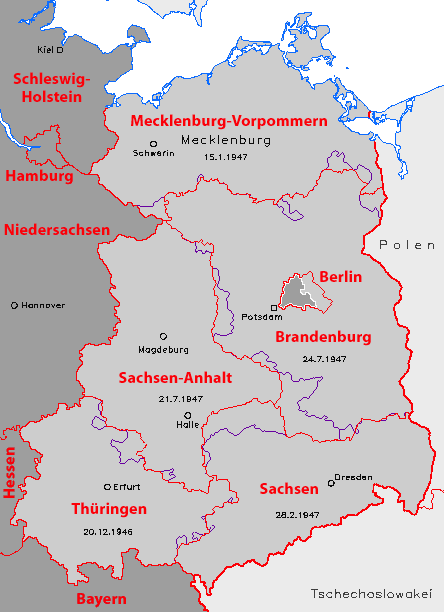
1990년에 신설된 독일의 5개 주 (주 경계선은 빨간색, 1952년 당시의 주 경계선은 회색)

1990년 7월 22일 인민의회가 채택한 법률에 따라 14개 구가 폐지되었으며 5개 주(메클렌부르크포어포메른 주, 브란덴부르크 주, 작센 주, 작센안할트 주, 튀링겐 주)가 신설되었다. 이 법률은 1990년 10월 3일 독일의 재통일과 함께 시행되었으며 1990년 10월 14일을 기해 주 정부가 신설되었다.